# Fondation Rousskii Mir

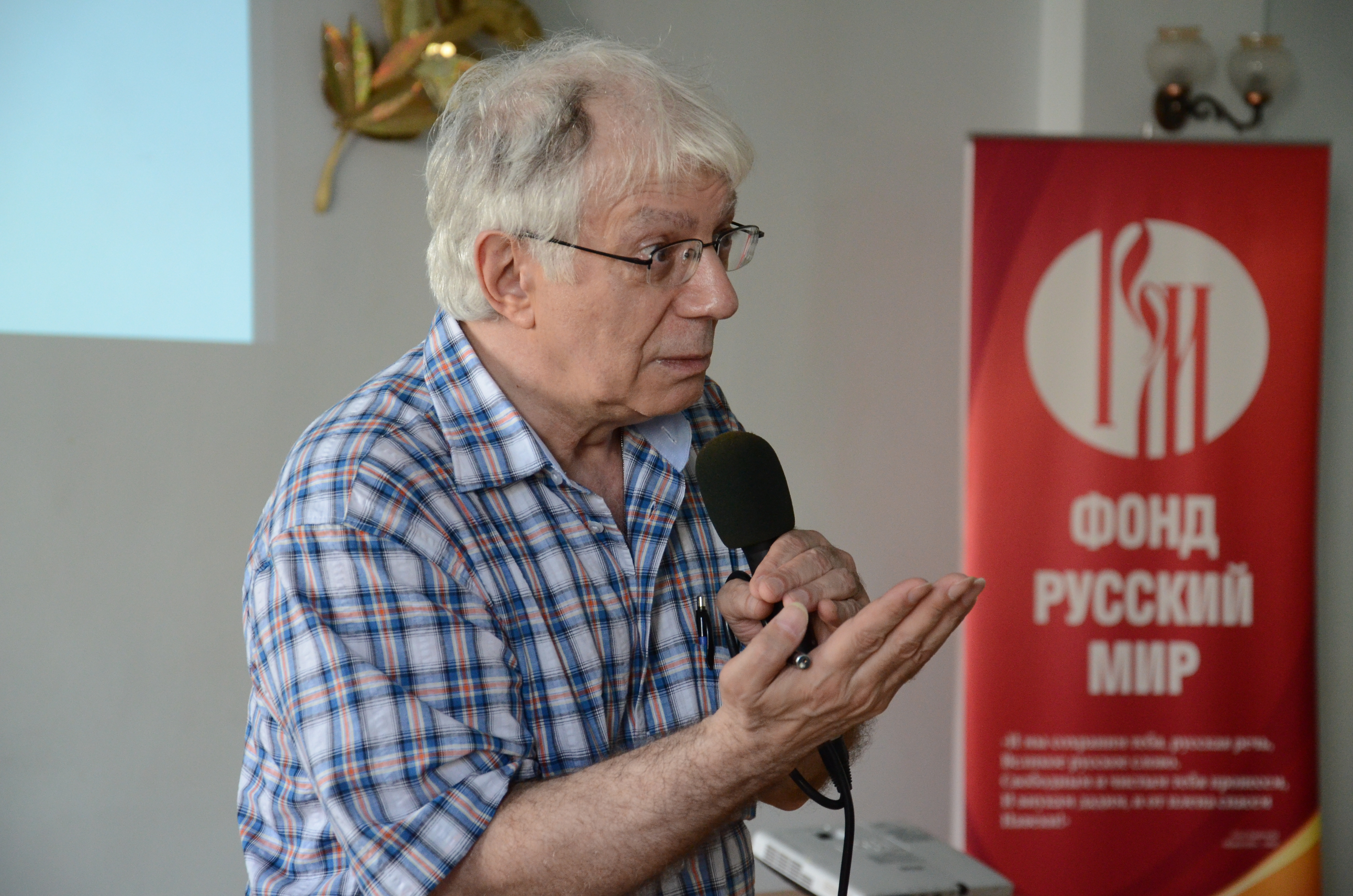
Alexander Mirzayan au festival "Great Donbass" avec un drapeau rouge "Фонд Русский мир" (Institut de Russkiy Mir) en arrière-plan

La Fondation Rousskii Mir (en russe : Фонд «Русский мир», Fond «Rousskii mir» litt. « Le monde russe ») est un organisme public russe destiné à la diffusion de la langue et la culture russes, en soutenant les programmes d'études de langue russe dans les différents pays à travers le monde.

## Historique
La Fondation a été créée par le décret 796 du président de la fédération de Russie Vladimir Poutine le 21 juin 2007.
Ses fondateurs sont :
- le ministère russe des Affaires étrangères ;
- le ministère russe de l'Éducation et des Sciences.

La fondation est dirigée depuis 2022 par Viatcheslav Nikonov.

## Les « centres russes»
Liste officielle des centres russes dépendants de « Rousskii Mir » . 

Il existe aussi des Centres russes pour la science et la culture (Российский центр науки и культуры РЦНК) qui dépendent directement de l’Agence fédérale pour la CEI, la diaspora russe à l’étranger et la coopération humanitaire internationale (Россотрудничество (Rossotroudnitchestvo) (ru)).
Allemagne
- Dresde
- Nuremberg

Arménie
- Erevan

Azerbaïdjan
- Bakou

Belgique
- Mons

Bulgarie
- Varna
- Plovdiv

Chine
- Dalian
- Macao
- Pékin
- Changchun
- Shanghai

Corée du Nord
- Pyongyang

Corée du Sud
- Busan
- Séoul

Cuba
- La Havane

Estonie
- Tallinn

Finlande
- Helsinki

États-Unis
- New York
- Washington

Grèce
- Thessalonique

Hongrie
- Budapest

Israël
- Ra'anana

Japon
- Hakodate

Kazakhstan
- Aktobe
- Astana
- Oust-Kamenogorsk

Pays-Bas
- Groningue

Kirghistan
- Bichkek
- Kant
- Osh

Lettonie
- Daugavpils
- Riga

Lituanie
- Vilnius

Moldavie
- Bălţi
- Chişinău
- Tiraspol

Mongolie
- Oulan Bator

Pologne
- Cracovie
- Lublin

Roumanie
- Bucarest

Royaume-Uni
- Londres
- Édimbourg

Russie
- Moscou : Université de l'Amitié des peuples

Serbie
- Belgrade
- Novi Sad

Slovaquie
- Bratislava

Tadjikistan
- Douchanbé

Turquie
- Ankara

Ukraine
- Donetsk
- Kiev
- Lugansk
- Kharkov

Vietnam
- Hanoï